# Nerissa och Katherine Bowes-Lyon
Nerissa Jane Irene Bowes-Lyon (född 18 februari 1919, död 22 januari 1986) och Katherine Juliet Bowes-Lyon (född 4 juli 1926, död 23 februari 2014) var två av döttrarna till John Herbert Bowes-Lyon (1886–1930) och hans hustru Fenella (1889–1966, född Hepburn-Stuart-Forbes-Trefusis). John var bror till Elizabeth Bowes-Lyon, drottningmodern, och hans två döttrar var kusiner till drottning Elizabeth II och prinsessan Margaret, och hade samma morföräldrar, Claude Bowes-Lyon, 14:e earl av Strathmore och Kinghorne, och Cecilia Bowes-Lyon, grevinna av Strathmore och Kinghorne.
Nerissa och Katherine hade tre systrar. Äldsta systern Anne Bowes-Lyon (1917–1980) gifte sig senare med den danske prins Georg, son till Axel av Danmark; hennes syster Diana Bowes-Lyon (1923–1986) var brudtärna på den blivande drottning Elizabeth II:s bröllop 1947.

## Bakgrund

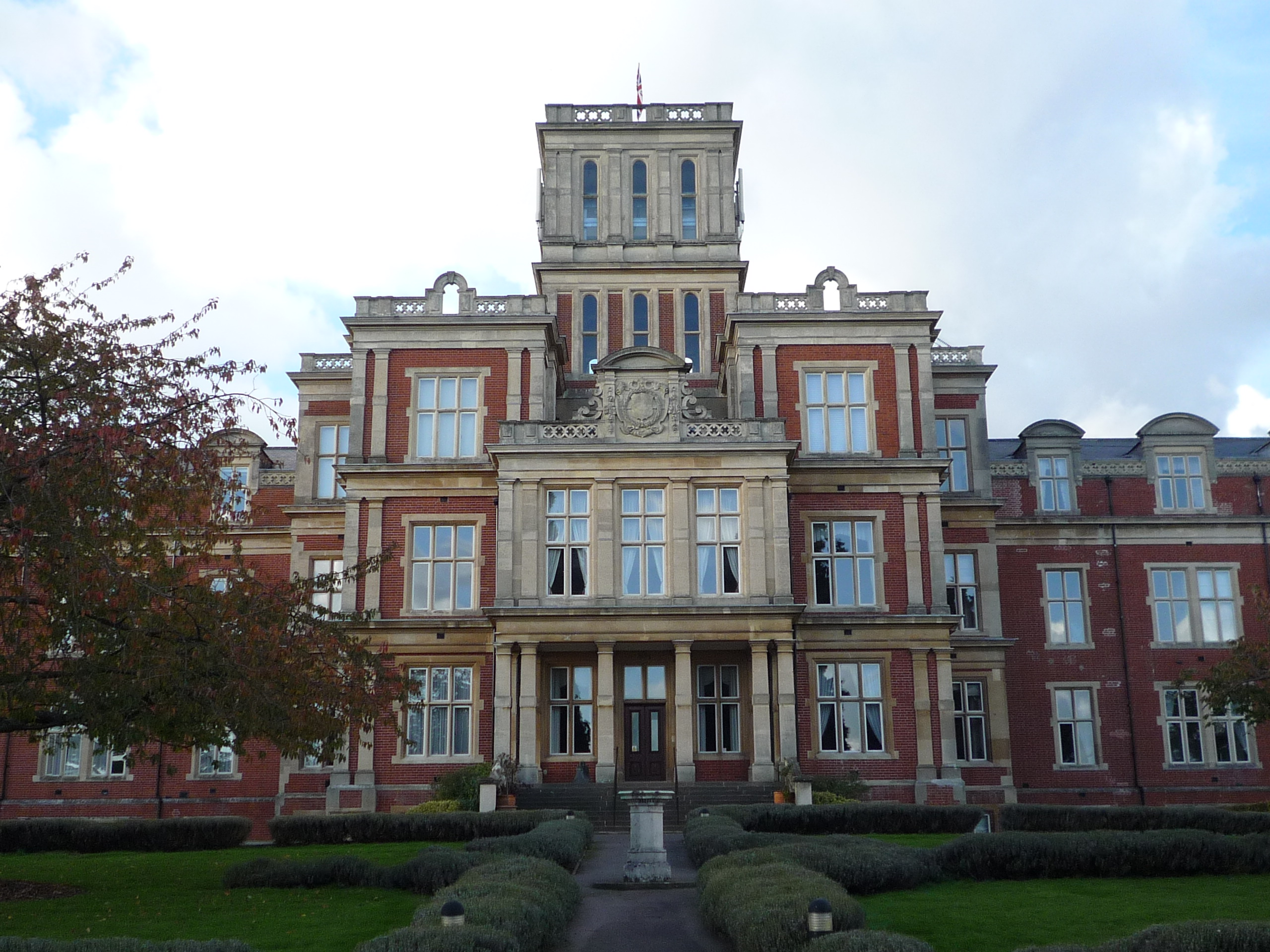
Royal Earlswood Park

Nerissa Bowes-Lyon föddes den 18 februari 1919 och Katherine Bowes-Lyon föddes den 4 juli 1926, döttrar till John Herbert Bowes-Lyon och Fenella Hepburn-Stuart-Forbes-Trefusis. Deras far, andre son till Claude Bowes-Lyon, 14:e earl av Strathmore och Kinghorne, var bror till lady Elizabeth Bowes-Lyon, den blivande drottning Elizabeth II:s mor. Deras mor var yngre dotter till Charles Hepburn-Stuart-Forbes-Trefusis, 21:e baron Clinton.
1963 års upplaga av Burke's Peerage listade Nerissa och Katherine som avlidna 1940 respektive 1961, och denna information återfanns också i senare utgåvor. Men 1987 avslöjades det att systrarna var vid liv. Vid 15 respektive 22 års ålder hade de placerats av sin biologiska familj på Royal Earlswood Hospital för mentalt handikappade i Redhill, Surrey. Orsakerna till den plötsliga placeringen på en psykiatrisk avdelning är okända. Före 1941 togs systrarna om hand av hembiträden i föräldrarnas bostad. I den tidens terminologi klassificerades båda som "imbecilla", och ingen av dem lärde sig att prata och deras mentala utveckling sades vara som ett litet barns.
Nerissa dog 1986, 66 år gammal, med endast sjukhuspersonal närvarande vid begravningen, medan Katherine dog 2014, 87 år gammal. Systrarna fick inga pengar från familjen annat än 125 pund som betalades till Earlswood varje år. Earlswood stängdes 1997.
De tre barnbarnen till Fenella och John (Lady Elizabeth Shakerley, Patrick Lichfield, och Katherine Somervell) organiserade senare gravstenen för Nerissa Bowes-Lyon.

## Andra familjemedlemmar
Tre förståndshandikappade kusiner till flickorna bodde också på Earlswood Hospital. Harriet Hepburn-Stuart-Forbes-Trefusis (1887–1958), syster till Nerissa och Katherines mor Fenella, gifte sig med major Henry Nevile Fane, och tre av deras sju barn bodde på Earlswood Hospital: Idonea Elizabeth Fane (1912–2002), Rosemary Jean Fane (1914–1972) och Etheldreda Flavia Fane (1922–1996). David Danks, dåvarande chef för "Murdoch Children's Research Institute", trodde att en genetisk avvikelse i familjen Hepburn-Stuart-Forbes-Trefusis kan ha dödat manliga familjemedlemmar i tidig barndom och orsakat inlärningssvårigheter hos kvinnor. År 1996 flyttades de överlevande kusinerna till vårdhemmet Ketwin House i Surrey. När det stängdes 2001 flyttades de till ett annat vårdhem i Surrey, som kritiserades offentligt för sina ovärdiga vårdförhållanden och stängdes 2001. Katherine Bowes-Lyon placerades sedan på ett annat vårdhem och dog 2014 vid 87 års ålder. Hon begravdes tillsammans med sin familj.
Anne Tennant, baronessa Glenconner var som ung kvinna och debutant på 1950-talet förlovad med Johnnie, viscount Althorp, senare Earl Spencer och far till Diana, prinsessa av Wales. Hans far motsatte sig förbindelsen på grund av "ont blod", eftersom hennes farmor var en Trefusis, och förlovningen bröts.

## Nuvarande uppfattning
Avslöjandena i media 1987 ägde rum efter att journalister upptäckt Nerissa Bowes-Lyons i stort sett anonyma grav. Tabloiden The Sun rapporterade senare att uppgifterna i Burke's Peerage var falska, att Katherine och Nerissa Bowles-Lyon var släkt med kungafamiljen, att Nerissa nyligen hade dött och att Katherine fortfarande bodde på ett vårdhem. Kort därefter bekräftade Royal Earlswood Hospital rapporterna. Därefter skickade många privatpersoner blommor till Katherine Bowes-Lyon. Förlagschefen för Burke's Peerage vid den tiden, Harold Brooks-Baker, sa i ett uttalande att förlaget var "helt överraskat" av rapporterna. I de utgåvor av encyklopedin som publicerades efter 1987 korrigerades uppgifterna i uppslagsorden om de två systrarna. Förutom medierapporteringen uppstod spekulationer om huruvida systrarna kunde ha fallit offer för en mörkläggning initierad av deras familj.
Antydningar om mörkläggning avvisades i pressen av Lord Clinton 1987, som hävdade att hans moster Fenella (mor till de två kvinnorna) hade fyllt i formuläret till Burkes felaktigt på grund av att Fenella var "en vag person"; Burkes inkluderade dock specifika dödsdatum för båda systrarna. Elizabeth Shakerley, en brorsdotter till de två systrarna, kommenterade att Fenella sällan fyllde i frågeformulären, vilket förmodligen är anledningen till att en förlagsanställd missförstod något. Hon förnekade också rapporter om att hennes familj hade brutit kontakten med systrarna. Kritiker av dessa bedömningar hänvisade till det faktum att Burke's Peerage hade angett exakta dödsdatum för de två systrarna. År 1987 citerade den australiska tidningen The Age den framstående barnläkaren och genetikexperten David M. Danks, som trodde att en genmutation var möjlig i princip, men var "förvirrad" över vissa detaljer i den medicinska historien.
Det är oklart i vilken utsträckning den brittiska kungafamiljen kände till de två systrarnas existens eller ens var inblandad i placeringen av systrarna på vårdhemmet. Den då regerande drottning Elizabeth II sägs ha antagit att Nerissa och Katherine Bowes-Lyon hade dött. Buckingham Palace bekräftade bara att drottningen hade tagit del av rapporterna, men sa att saken var "en fråga för familjen Bowes-Lyon". Den amerikanska tidskriften TIME rapporterade att Elizabeth, drottningmodern, redan 1982 hade fått veta genom ett brev från chefen för sjukhusets sjuksköterskejour att systrarna fortfarande var vid liv. En identisk rapport publicerades av Daily Telegraph 1996. Hon ordnade sedan så att systrarna fick födelsedags- och julklappar varje år. Bortsett från det orsakade systrarnas öde en viss mediahype i efterdyningarna av avslöjandena. Bland annat diskuterades kontroversiellt filminspelningar av Katherine Bowes-Lyon, som ett amerikanskt tv-team under ledning av Geraldo Rivera i hemlighet hade gjort på ett äldreboende. En reporter från The Sun misslyckades med ett liknande försök.

## Drottningens gömda kusiner
I november 2011 sände Channel 4 en dokumentär om systrarna, The Queen's Hidden Cousins. Dokumentären regisserades av Kelly Close och producerades av Minnow Films, ett oberoende produktionsbolag, vars synopsis säger att "Medan deras systrar Elizabeth och Anne njöt av ett privilegierat liv och inkludering i aristokratins övre skikt, var Katherine och Nerissa nästan bortglömda, utskrivna ur familjehistorien." Genom att berätta historien om individerna och använda vittnesmål från dem som hade levt tillsammans med dem på mentalsjukhuset, hoppades filmen kunna kontextualisera "de förändrade attityderna till inlärningssvårigheter i det brittiska samhället under 1900-talet".
Enligt TV-dokumentären "finns det inga kända uppgifter om att systrarna någonsin besöktes av någon medlem av Bowes-Lyon eller den kungliga familjen, trots att deras moster, drottningmodern, var beskyddare av Mencap" (en välgörenhetsorganisation för personer med inlärningssvårigheter). Sjuksköterskor som intervjuades i dokumentären sa att så vitt de vet skickade aldrig familjen någon födelsedagspresent, julklapp eller julkort till systrarna. När Nerissa dog 1986 var ingen av hennes familj närvarande vid begravningen. Hon begravdes på den närliggande Redstone Cemetery i Earlswood. Hennes grav var märkt med plastbrickor och ett serienummer tills hennes existens avslöjades i media, varefter familjen lät resa en gravsten.
En av sjuksköterskorna som tog hand om systrarna på 1970-talet berättade att de hade minnen av sina ursprungsfamiljer: "När drottningen eller drottningmodern var på TV neg de – mycket kungligt, mycket djupt. Det är klart att det fanns en viss typ av minne. Dokumentären rapporterade att de två systrarna inte regelbundet besöktes av sin biologiska familj eller kungafamiljen. Inte ens fadern till de två systrarna besökte dem på vårdhemmet. Efteråt påpekade dock Daily Telegraph att detta också var omöjligt, eftersom han hade avlidit redan 1930.
Inför visningen rapporterade Daily Express att drottningen sades vara "enormt bedrövad" över den. Lady Elizabeth Shakerley, festplanerare hos drottningen och systrarnas brorsdotter, svarade utförligt och ifrågasatte både programmakarnas påståenden om familjeövergivande och metoderna i "denna förment sakliga dokumentär". Hon kallade det "grymt" och "påträngande" och sa att "långt ifrån att vara ett tabubelagt ämne, Katherine och Nerissa var i hög grad en del av familjen som systrar till hennes mor, den avlidna prinsessan Anne av Danmark."
Daily Telegraph beskrev dokumentären som "sorglig men avslöjande". Efter att programmet sänts skrev The Guardians recensent John Crace att "Vad vi lärde oss var bara allmän kunskap". Crace observerade att det var Nerissas död 1986 som hade väckt tabloidernas intresse för historien året därpå. Han kommenterade också frånvaron av alla försök att ta reda på varför systrarna hade placerats i omhändertagande 1941 och skrev att "detta var den enda delen av historien som verkligen fortfarande var ett mysterium".

## I populärkulturen
Systrarna skildrades i det sjunde avsnittet av den fjärde säsongen av Netflix dramaserie The Crown, "The Hereditary Principle", som hade premiär 2020. Däri berättas det hur drottning Elizabeths syster, prinsessan Margaret (1930–2002), fick reda på systrarna Nerissa och Katherine på 1980-talet. Avsnittet var fiktivt alienerat och berättade om de två systrarnas liv och hur kungafamiljen hanterade dem. Serien, som var populär över hela världen, gav återigen ökad uppmärksamhet åt historien om systrarna.